# 馬克思 (俄羅斯)
51°41′N 46°46′E / 51.683°N 46.767°E
馬克思（羅馬化：Marks）是俄羅斯薩拉托夫州的一個城市，位於薩拉托夫東北60公里的伏爾加河東岸。2002年人口32,849人。

## 城市名称
1767年由日耳曼人建立，稱巴倫斯克（俄语：Баронск），旋即改名葉卡捷琳城（俄语：Екатериненштадт），以紀念葉卡捷琳娜二世。1918年建市。1920年改为马克思施塔特（俄语：Марксштадт），以科學社會主義創始人卡爾·馬克思為名。1941年改變寫法，更名为马克思，以消除日耳曼色彩。